# 孟连事件
孟连事件是2008年7月19日发生在云南省普洱市孟连傣族拉祜族佤族自治县的一起群体性事件，官方又称“7·19事件”。该事件造成2名村民死亡，17名村民及41名公安民警受伤及8辆执法车辆被毁，在全国引起极大反响。

## 事件经过
孟连县作为边境民族地方，新中国成立之初，被划为“少数民族直（接）过（渡）区”，即从原始社会末期、奴隶社会直接过渡到社会主义社会。孟连县的橡胶产业开始是采用“公司＋基地＋农户”模式发展起来的，胶农按协议价格把胶乳卖给橡胶公司。“勐马”和“公信”是孟连县最大的橡胶企业，经历了从乡镇企业到股份合作制企业、私营企业的两次改制。
勐马镇胶农与橡胶公司在橡胶林产权归属问题及橡胶制品收购价上存在分歧。2003年5月19日，胶农与橡胶公司签订《胶园管、养、割承包合同》，承包期限为30年，橡胶公司拥有64.22%的林地产权。但随后几年橡胶制品市场价格飙升，从几年前的七八千每吨升至每吨2.5万余元，而橡胶公司却仍按5年前合同约定价格收购，橡胶价格飞涨和农特税取消带来的利益被橡胶公司老板独享，引致胶农愤慨。从2006年开始，胶农们以橡胶制品价格及物价上升为由，多次要求橡胶公司提高收购价格被拒后，胶农决定取消与橡胶公司签订的合同，中止出售胶乳给公司，自行给价高的收购者，遭到橡胶公司派出的保安阻止，双方多次发生冲突。县乡党委、政府对此简单地以治安案件论处，反复动用警力介入，“7·19”前已累计发生群体性事件7起。孟连县委、县政府认为，这些事件是农村黑恶势力作怪，要求普洱市调用警力进行打击。2007年年9月12日，公信乡部分胶农运输50吨凝杂胶到外地出售，120多人手持长刀、棍棒等工具护送。2007年10月10日，公安机关到公信乡抓捕聚众闹事的胶农，被300多名胶农团团围住，一些胶农用棍棒、石块等工具袭击民警，造成5辆警车被砸坏，17名民警受伤，其中包括孟连县公安局长。
2008年3月25日，胶农与橡胶公司人员发生肢体冲突，但被孟连县选派的工作组及民警强行劝止。2008年3月，普洱市委常委、政法委书记谢丕坤专程到省政法委汇报，省委常委、省政法委书记、省公安厅厅长孟苏铁听了情况后说，要分清矛盾性质，最大限度考虑群众利益，调整利益纠纷，不同意治安整治和抓捕。省政法委派出工作组到孟连调研后认为，当地社会治安问题的根本原因是群众利益纠纷，再次重申对少数人采取强制措施可能引起群体事件的风险。2008年5月，孟连县出台《深化橡胶产业改革指导意见》，公信、勐马和金桥3家主要的橡胶公司分别制定实施方案，对橡胶利益分配作出调整，由于胶农反对，工作没有取得实质性进展。2008年6月14日，普洱市公安局又向省公安厅书面请示跨县调动400名警察到孟连，省政法委、公安厅明确否定了这一请求。
2008年7月2日的普洱市委常委会决定打击孟连农村黑恶势力，跨县调警之事不再向省里报告。7月11日，市公安局调动的警力向孟连集结。7月15日，几位村民再次找到橡胶公司，在交涉过程中与工作组成员发生语言冲突及肢体冲突。7月15日，孟连县公检法联合发布《对公信乡勐马镇和部分农村地区进行社会治安重点整治的通告》以及《关于限令违法犯罪人员投案自首的通告》，该通告限令“组织煽动群众聚众扰乱社会秩序”等人员，须于2008年7月5日起10日内投案自首，不主动投案自首，将从严打击。但并未有人自首。7月16日，警察强制传唤8名涉案者。7月17日，一抓捕对象被扣留引发300名群众围堵，两名工作队员被打伤，市里认为工作队的安全受到威胁，有必要动用警力实施打击。2008年7月19日凌晨4时，175名警察从孟连县城整装出发，星夜奔赴40公里外的勐马镇勐啊村。19日清晨6时许，勐啊村的岩依、岩帅王、岩忙、波叶罕嫩、岩依所丙等5位胶农在家中和睡梦中被警察强行厮打和带走，受到强制传唤。警方的举动引起村民不满，随后引发冲突。。7月19日晨8时许，勐啊村数百名村民手持长刀、锄头、铁棒、木棍、弹弓等器械，沿勐马至勐啊公路围攻、冲击正在孟连农场制胶厂路口执行警戒任务的58名警察；警察奉命迅速组成四层防御队形，村民从公路正面和左侧山坡分两路袭击警察，突破了警戒线；在对空鸣枪警告无效的情况下，警察被迫使用防暴枪(内装橡皮子弹)自卫，由于距离太近，岩尚软、岩底父子二人被防暴枪击中死亡。事后在新闻发布会上孟连县公安局副局长李朝武说：“当时在场的58名民警已经不足以控制事态。一名群众手持砍刀砍向一民警，该民警的头盔被砍裂，手臂受伤。出于自卫，他扣动了防暴枪扳机，因距离太近，致使这名群众死亡。”围攻人群停止攻击，但仍聚集在150米外与警察对峙。与此同时，两公里外的芒海村也发生了激烈的警民冲突，村民攻打执行劝阻任务的警察，数名警察受伤，多辆警车被砸；村民砍倒树，用树干、石头和人墙切断交通，把警察围困在公路边动弹不得，无法回撤；现场村民提出必须马上释放被强制传唤的5名嫌疑人；普洱市委书记高旭升现场劝导情绪激动的村民，并决定立即释放被强制传唤的嫌疑人胶农，缓解对立情绪。7月19日傍晚，被围困达11个小时的警察终于得以撤离。7月19日当天先后参与围攻警察的村民达700余人；造成两名村民死亡，17名村民、41名警察、3名干部受伤，9辆执行任务的汽车被砸坏，102件警械被损毁或丢失。100多名胶农抬着死者尸体来到勐马橡胶公司，他们认为是公司请警察来抓的人，愤怒的胶农扬言要公司老板偿命；附近胶农闻讯后，也纷纷赶来聚集。孟连县委书记胡文彬立即率队赶到现场，对聚集胶农做解释、劝说和疏导工作。7月19日下午，普洱市委书记高旭升也赶到现场做胶农的解释劝导工作。7月20日凌晨2时，云南省委常委、政法委书记、公安厅厅长孟苏铁和副省长曹建方抵达孟连，立即召开紧急会议听取汇报，分析情况，研究部署相关工作置。7月20日凌晨5时，孟苏铁和曹建方赶到40多公里外的村民聚集现场，与聚集的胶农在勐马橡胶公司大会议室内对话，现场群众情绪不友好，长凳上赫然摆放着长刀、棍棒等。为避免刺激群众情绪，孟苏铁一行没有带一辆警车、没调派警察。在此期间，普洱市委书记高旭升、孟连县委书记胡文彬等已经对聚集的胶农进行了10多个小时的解释、劝说和疏导工作。孟苏铁在和村民对话时，听到村民代表说他们的愿望和利益诉求曾多次向乡、县、市、省有关部门反映，但都毫无结果，孟苏铁代表省委、省政府向他们表示歉意，并鞠躬以示诚意，表示将负责任地解决大家的合理要求。孟苏铁代表省委、省政府表示：群众有什么意见和要求都认真倾听，对群众的每一个愿望和诉求都给予明确答复。孟苏铁与聚集的胶农的对话会进行了一个多小时，胶农提出的每一个愿望和要求，孟苏铁讲解政策、给予答复。胶农代表玉康提出释放被抓的胶农和律师；孟苏铁答复办取保手续后释放。7月20日下午，正在保山市开会的云南省委副书记李纪恒乘直升机赶到孟连，叮嘱在场的各级官员警察要带着深厚感情做好群众工作。7月21日，普洱市市长沈培平、孟连县委书记胡文彬等再赴现场，协商善后问题；死者家属坚持要求中央领导来解决问题，并提出高达1000万元的“天价索赔”，协商没有取得实质性进展。7月22日上午，《瞭望》新闻周刊记者随同云南省委政法委副书记马继延、普洱市市长沈培平第三次赴聚集现场，马、沈一行与胶农“领袖”杨发展、胶农律师马敏慧进行了两个多小时的谈话。7月22日晚李纪恒在孟连县召开的领导干部大会上:“对共产党充满感恩之情，待人温和善良的傣族群众，拿起了刀斧棍棒与警察对抗，用暴力维护自己的权益，引发了冲突事件。这件事情必须引起我们当政者的深刻反思，必须引起各级干部刻骨铭心、触及灵魂深处的反省。”“我们的县乡领导干部与人民群众的感情到了如此地步，实在是伤心难过啊！”“此次事件的发生，决非偶然，它暴露出我们的一些干部作风漂浮，脱离群众，高高在上，淡漠群众利益，忽视群众诉求，听不进群众的意见，离群众越来越远。”“这道理，那道理，密切党与群众的血肉联系，巩固党的执政地位才是硬道理，与之违背的都毫无道理。”李纪恒要求普洱市、县两级党委政府深刻反思，拿出勇气来，倾听群众呼声，依法及时处理群众反映强烈的突出问题，坚决查处侵害群众利益的行为，依法及时处理损害群众利益的突出问题，对侵害胶农利益、与不法分子有交易的人和事，要迅速调查，果断处理，公布于众，取信于民。死者死亡原因的调查结果和检验报告，要及时向社会和群众公布，让群众明白事情真相，谣言止于真相。对群众不信任的软、懒、散的乡镇领导班子要迅速及时调整，对不称职的县乡领导干部要坚决撤换，要选最强的领导干部到边境县、乡镇工作。李纪恒对“说话没人听，干事没人跟，群众拿刀砍，干部当到这份上，不如跳河算了”这种现象提出严厉批评。经过细心劝导，胶农群众情绪基本稳定；7月23日凌晨4时，死者家属同意后，两名死者遗体火化，事态初步平息。
2008年7月23日下午，云南省普洱市人民政府举行“孟连县"7·19"事件”新闻发布会，普洱市常务副市长杨锦昆通报了该事件的处置进展情况，表示：“政府要从此次事件中吸取教训，在今后的工作中把维护民众合法利益放在第一位。”。云南省政府成立孟连县橡胶产业利益调整工作指导小组，普洱市成立了孟连县橡胶产业利益调整工作领导小组，孟连县公信、勐马两个乡镇的有关群众代表参加了工作小组。杨锦昆说：“方案出来后，我们将及时公开征求各方意见，征得大多数群众认可后再组织实施，从根本上解决问题，彻底消除引发矛盾的根源，为边境地区的长治久安创造条件。”
普洱市委书记高旭升认为，胶农的利益诉求长期得不到解决，集中反映出一些领导干部工作态度和作风存在问题，离群众的期盼差距太远。部分干部作风漂浮，脱离群众，漠视群众利益，听不进群众意见，离群众越来越远。普洱市委常委、政法委书记谢丕坤认为，一股农村黑恶势力的存在，一些社会闲散人员的挑唆和煽动，导致孟连县勐马镇、公信乡部分村组的基层党政组织难以正常运转，不能发挥应有的作用；在部分地区，甚至出现黑恶势力控制村民自治组织、私自召开村民大会非法选举“村民代表”、聚众攻击橡胶公司和政府林改工作队等情况。
官方通告中称，警方只是“传唤冲突人员”，并计划“传唤任务执行完毕后向村民开展法制宣传教育”，但遭到“500多名不明真相的人员在极少数别有用心人的煽动下,情绪激动，行为过激，多次冲越警戒线，手持长刀、钢管、铁棍、木棒向民警进行攻击性劈砍、殴打”，致使“多名民警受伤，民警在生命受到严重威胁，经多次喊话劝阻、退让、鸣枪警告无效的情况下，被迫使用防暴枪自卫，由于距离较近，致使两人死亡。”
但是在另一新闻中的一胶农代表的叙述有所不同，胶农称19日上午7时左右，他们到橡胶公司与对方协商解决橡胶林产权，突然冲上来上百名警察，警察个个头戴钢盔手提盾牌和警棍，身穿防弹背心，他们与警察“理论”，之后发生冲突。警察在冲突中使用了催泪弹，冲突持续了十来分钟停止。该描述在事件起因上与官方通告有明显出入。
在冲突中的两名死者分别叫岩常秧和岩底，年龄分别为50岁、20岁，都是勐马镇芒丙村人。二人是父子关系，其中岩底还是昆明某中专学校的在校生。

## 事件调查
云南省纪委在“7·19”事件发生后成立了专案组，调查结果显示该事件背后有一系列腐败案，一系列窝案串案中，包括群体性事件责任追究、孟连县领导受贿、财政干部贪占财政资金3个系列案件，涉案人员涉及省、市、县、乡四级党政机关。共有33人涉案，其中厅级干部3人，处级干部11人，科级以下19人，涉及违纪违法资金近1亿元。
该事件揭露出的基层腐败现象令人吃惊，报道中称，孟连县委原书记胡文彬，在当地工作3年，每年下乡的次数只有十多次，下乡的目的地常常是两个橡胶公司。勐马、公信两个橡胶公司老板说，不但逢年过节要给他们送东西，而且还随时替他们埋单，甚至到了接到他们的电话就“害怕”的地步。在这样一个集边疆、民族、贫困为一体的小县，原财政局长刘宏就能将2000多万元财政资金拨入其个人所有的茶业有限公司。从省到县部分财政干部上下串通，打着发展经济作物种植，支农、惠农的幌子，成立假公司合伙骗国家的钱。

## 相关责任人处理
2008年9月4日云南省委召开常委会，听取了省委、省政府孟连“7·19”事件调查组的汇报。省委常委会经过讨论认为，“7·19”事件表面上是警民冲突，而实质是胶农与企业的经济利益长期纠纷所引发的一起较为严重的群体性突发事件，是人民内部矛盾在特定历史条件下的集中表现。云南省委常委经研究，鉴于“7·19”事件后果严重、影响恶劣，不仅造成了国家和人民生命财产的重大损失，而且严重伤害了边疆少数民族群众的感情，严重损害了党和政府的形象，在事件中孟连县委、政府负有主要责任，普洱市委、政府负有领导责任，云南省委常委会、省政府对相关责任人作出严肃处理：
1. 孟连县委书记胡文彬撤销党内职务处分。
2. 对普洱市委常委、政法委书记谢丕坤责令辞职的问责
3. 对普洱市委书记高旭升、市长沈培平责令作出书面检查
4. 对普洱市、孟连县参与橡胶公司入股、分红，参与胶林买卖、租赁等涉嫌违纪违法的领导干部，由云南省、普洱市纪检监察机关进一步深查
5. 责成普洱市委、市政府对“7·19”事件中负有主要责任的孟连县委、县政府和乡镇党委、政府主要负责人，按照干管权限给予党政纪处分

尽管云南省纪委查出一系列腐败案，并且追究了33名党政干部，但是云南省副省长沈培平在该事件处理中有严重违纪违法行为，云南省委常委会在处理决定中只是“责成沈培平同志向省委作出书面检查。”
2008年6月14日，普洱市公安局向省公安厅书面请示跨县调动400名警察到孟连，省政法委、公安厅明确否定了这一请求。然而，2008年7月2日的普洱市委常委会依然决定“打击孟连农村黑恶势力”，“沈培平在市委决策时提出，调动警力的事不要报省里了。”事后云南省委常委会在处理决定中“责成沈培平同志向省委作出书面检查。”